# 문종 (조선)
문종(文宗, 1414년 11월 15일(음력 10월 3일) ~ 1452년 6월 10일(음력 5월 14일), 재위 1450년 ~ 1452년)은 조선의 제5대 국왕이다. 본관은 전주(全州)이고, 휘는 향(珦)이며, 자는 휘지(輝之)이다.
묘호는 문종(文宗)이며, 문치(文治)를 발전시키고 다스렸다는 뜻이다. 시호는 흠명인숙광문성효대왕(欽明仁肅光文聖孝大王)이고, 명에서 받은 시호는 공순(恭順)이다. 존시를 합치면 문종공순흠명인숙광문성효대왕(文宗恭順欽明仁肅光文聖孝大王)이다. 세종대왕과 소헌왕후의 맏아들로, 조선의 왕 중에서 적장자로 왕위에 오른 최초의 왕이다.

## 생애

### 세자 시절 및 즉위
문종은 세종과 소헌왕후의 장자로 출생하여 1421년 7세의 나이에 왕세자로 책봉되었다.
1429년(세종 11년) 가례를 올렸으나 첫 번째 세자빈 휘빈 김씨는 세자의 사랑을 얻으려 주술을 이용하다가 발각되어 폐위되었고, 두 번째 세자빈 순빈 봉씨는 폭력적인 성품에, 나인 소쌍과 동침하는 등 동성애 기질을 보여 폐위되었다. 이후 후궁이었던 승휘 권씨를 세자빈으로 맞이하였으나 세자빈 권씨는 1441년 단종을 낳은 지 하루만에 산후병으로 죽고 말았다.
문종은 세자 시절 세자사(世子師) 하연을 스승으로 삼고 학문을 닦았으며, 어렸을 때부터 인품이 관대하고 후하여 누구에게나 좋은 소리를 들었으며 학문을 무척 좋아했을 뿐만 아니라 세계 최초의 정량적 강우량 측정기인 측우기를 발명할 정도로 천문학과 산술에 뛰어난 능력을 보였다.
1421년부터 1450년까지 29년간 왕세자로 지내는 동안, 아버지 세종의 정치를 보필하였다. 문신과 무신을 골고루 등용하였으며, 언관의 언론에 대해 관대한 정치를 폄으로써 언론을 활성화해 민심을 파악하는 데 힘썼다.
1442년(세종 24년) 세종이 병상에 누워 국정을 다스릴 수 없게 되자 세종을 대신하여 8년간의 대리청정 기간 동안 국사를 처리하다가 1450년 음력 2월에 세종이 승하하자 왕으로 즉위하였다. 이미 대리청정을 한 덕분에 공백기간 동안 정사 처리에 문제가 없었다. 세종은 생전에 문종을 염려하여 병석에서도 자신은 죽음이 얼마 남지 않았으며, 당시 세자였던 문종 역시 병약하였기 때문에 오래 살지는 못할 것이라는 예상을 하고 집현전 학사들을 불러 세손의 앞날을 부탁하였다.

### 재위 기간
1450년 3월에 즉위하여 바로 명나라에 책봉 주청사를 보냈고, 그해 음력 5월 명나라로부터 책봉 고명을 받아 정식 국왕으로 즉위하였다. 문종은 재위 기간 동안 언론의 활성화와 역사책 편찬, 병법의 정비 등의 업적을 남겼으며, 유연함과 강함을 병행하는 정치를 실시하려고 했다.
문종은 6품 이상까지 윤대를 허락하는 등 하급 관리들의 말도 빠짐없이 경청하는 등 열린 정책을 펴는 한편, 《동국병감》, 《고려사》, 《고려사절요》 등을 편찬하였다. 문종은 역사와 병법을 정리함으로써 사회 기반을 정착시키고 제도를 확립하고자 하였다.
문종은 왕세자 시절에 진법을 편찬했을 만큼 국방에도 관심이 많아서 병력 증대를 통해 병법의 정비와 국방의 안정을 꾀하려 하였다. 또 태종 때 만들었던 화차를 새롭게 개발하여 혹시나 있을 전쟁과 국방에 대비하고자 하였다.
그러나 아버지 세종과 어머니의 삼년상을 연속적으로 치르는 바람에 건강이 급속도로 악화되어 세종의 고명대신이었던 김종서가 잠시 섭정을 맡았다. 그러다가 결국 즉위한 지 2년 3개월 만인 1452년 음력 5월에 37세를 일기로 경복궁 천추전에서 승하하였다.

## 능묘

문종과 현덕왕후가 묻힌 현릉

문종이 즉위한 지 2년 3개월 만인 1452년 음력 5월에 37세의 나이로 승하하자, 경기도 구리시 동구릉 내에 위치한 현릉(顯陵)에 능을 조성하였다. 현덕왕후 권씨는 원래 소릉에 안장되었다가 계유정난 이후 1457년 추폐되어 재궁이 바닷가에 버려졌었고, 1512년 (중종 7년)에 현릉에 같이 묻히게 된다.

## 기타

### 문종의 어진에 관한 일화
사망으로부터 180여 년이 흐른 뒤인 1636년(인조 14년) 병자호란이 끝난 뒤의 일이었다. 대신들이 선원전에서 어떤 왕의 초상화를 발견했는데 초상화 속의 그 왕은 길고 짙은 턱수염이 묘사되어 있는, 풍채가 크고 당당해 보이는 모습이었다고 한다. 이 일을 두고 조정 대신들은 초상화 속의 인물이 조선 제 12대 임금인 인종이라고 주장하는 대신들과 그렇지 않다고 생각하는 대신들 사이에 논쟁이 벌어졌다. 그러다 한 대신이 그 초상화의 뒷면에 있는 배접을 뜯어보니 '문종대왕어진(文宗大王御眞)'이라 적혀 있었다 한다.

## 가족 관계
|                 |                   | 출생                                                       | 사망                                                             |
| --------------- | ----------------- | ---------------------------------------------------------- | ---------------------------------------------------------------- |
| 조선 제5대 국왕 | 문종대왕 文宗大王 | 1414년 11월 24일 (음력 10월 3일) 조선 한성부 충녕대군 사저 | 1452년 6월 10일 (음력 5월 14일) (37세) 조선 한성부 경복궁 천추전 |

|    |                             | 본관 | 생몰년          | 부모                                                                | 비고       |
| -- | --------------------------- | ---- | --------------- | ------------------------------------------------------------------- | ---------- |
| 부 | 세종대왕 世宗大王           | 전주 | 1397년 - 1450년 | 태종대왕 太宗大王 원경왕후 민씨 元敬王后 閔氏                       | 제4대 국왕 |
| 모 | 소헌왕후 심씨 昭憲王后 沈氏 | 청송 | 1395년 - 1446년 | 청천부원군 심온 靑川府院君 沈溫 삼한국대부인 안씨 三韓國大夫人 安氏 |            |

|      | 시호                        | 본관 | 생몰년          | 부모                                                            | 비고                                          |
| ---- | --------------------------- | ---- | --------------- | --------------------------------------------------------------- | --------------------------------------------- |
| 왕비 | 현덕왕후 권씨 顯德王后 權氏 | 안동 | 1418년 - 1441년 | 화산부원군 권전 花山府院君 權專 해령부부인 최씨 海寧府夫人 崔氏 | 세조 3년(1457년) 폐서인 중종 8년(1513년) 복권 |

| 작호   | 작호                                  | 본관 | 생몰년             | 부모                              | 비고                                                  |
| ------ | ------------------------------------- | ---- | ------------------ | --------------------------------- | ----------------------------------------------------- |
| 세자빈 | 폐세자빈 휘빈 김씨 廢世子嬪 徽嬪 金氏 | 안동 | 1410년 - 미상      | 김오문 金五文 청주 정씨 淸州 鄭氏 | 세종 9년(1427년) 왕세자빈 책봉 세종 11년(1429년) 폐출 |
| 세자빈 | 폐세자빈 순빈 봉씨 廢世子嬪 純嬪 奉氏 | 하음 | 1414년 - 몰년 미상 | 봉려 奉礪 미상                    | 세종 11년(1429) 왕세자빈 책봉 세종 18년(1436년) 폐출  |

| 작호 | 작호                | 본관 | 생몰년          | 부모                              | 비고                            |
| ---- | ------------------- | ---- | --------------- | --------------------------------- | ------------------------------- |
| 빈   | 숙빈 홍씨 肅嬪 洪氏 | 남양 | 미상            | 홍심 洪深 파평 윤씨 坡平 尹氏     | 세종 13년(1431년) 간택          |
| 숙의 | 숙의 문씨 淑儀 文氏 | 남평 | 1426년 - 1508년 | 문민 文敏 안동 권씨 安東 權氏     | 숙빈 홍씨의 5촌 조카            |
| 소용 | 소용 유씨 昭容 柳氏 | 문화 | 미상            | 유상영 柳尚榮 안동 김씨 安東 金氏 |                                 |
| 소용 | 소용 권씨 昭容 權氏 | 안동 | 미상            | 권격 權格 경주 김씨 慶州 金氏     | 한남군 아내인 양원군부인과 자매 |
| 소용 | 소용 정씨 昭容 鄭氏 | 동래 | 미상            | 정갑손 鄭甲孫 강릉 김씨 江陵 金氏 | 세종 13년(1431년) 간택          |
| 소용 | 소용 윤씨 昭容 尹氏 | 파평 | 미상            | 윤희 尹熺 평산 신씨 平山 申氏     | 숙빈 홍씨의 외사촌              |
| 사칙 | 사칙 양씨 司則 楊氏 | 미상 | 미상            | 미상                              |                                 |
| 궁인 | 상궁 장씨 尙宮 張氏 | 미상 | 미상            | 미상                              |                                 |

| 군호 | 군호                            | 이름      | 생몰년          | 생모          | 배우자                      | 비고                                                    |
| ---- | ------------------------------- | --------- | --------------- | ------------- | --------------------------- | ------------------------------------------------------- |
| 1    | 단종대왕 端宗大王 노산군 魯山君 | 홍위 弘暐 | 1441년 - 1457년 | 현덕왕후 권씨 | 정순왕후 송씨 定順王后 宋氏 | 제6대 국왕 세조 3년(1457년) 폐위 숙종 24년(1698년) 복권 |
| 2    | ▨▨군 ▨▨君                       |           | 미상            | 소용 정씨     |                             |                                                         |
| 3    | ▨▨군 ▨▨君                       |           | 미상            | 상궁 장씨     |                             |                                                         |

| 작호 | 작호              | 생몰년          | 생모          | 배우자                      |
| ---- | ----------------- | --------------- | ------------- | --------------------------- |
| 1    | ▨▨공주 ▨▨公主     | 미상 - 1433년   | 현덕왕후 권씨 |                             |
| 2    | 경혜공주 敬惠公主 | 1436년 - 1473년 | 현덕왕후 권씨 | 영양위 정종 寧陽尉 鄭悰     |
| 3    | 경숙옹주 敬淑翁主 | 1439년 - 미상   | 사칙 양씨     | 반성위 강자순 班城尉 姜子順 |
| 4    | ▨▨옹주 ▨▨翁主     | 1441년 - 1444년 | 숙빈 홍씨     |                             |
| 5    | ▨▨옹주 ▨▨翁主     | 1450년 - 1451년 | 사칙 양씨     |                             |

## 문종이 등장하는 작품
| - 《파천무》 (KBS, 1980, 배우: 백윤식) - 《설중매》 (MBC, 1984, 배우: 임정하) - 《파천무》 (KBS, 1990, 배우: 홍승일) - 《한명회》 (KBS, 1994, 배우: 송승환) - 《왕과 비》 (KBS, 1998, 배우: 전무송) - 《대왕 세종》 (KBS, 2008, 배우: 이상엽, 강빛, 오은찬) - 《공주의 남자》 (KBS, 2011, 배우: 정동환) - 《인수대비》 (JTBC, 2011, 배우: 선우재덕) - 《장영실》 (KBS, 2016, 배우: 한정우, 최승훈) - 《대군-사랑을 그리다》(TV조선, 2018, 배우:송재희) | - 《신기전》 (2008, 배우: 박정철) - 《관상》 (2013, 배우: 김태우) - 《천문: 하늘에 묻는다》 (2019, 배우: 박성훈) |

### 소설
- 《채홍》, 김별아, 해냄출판사, 2011, ISBN 978-89-6574-328-6
- 《해시의 신루》, 윤이수, 글공방, 2015, 네이버 웹소설 완결

## 같이 보기
- 세종
- 세조
- 단종